# Westbere
Westbere är en ort och civil parish i grevskapet Kent i sydöstra England. Orten ligger i distriktet Canterbury, cirka 5,5 kilometer nordost om Canterbury. Civil parishen hade 309 invånare vid folkräkningen år 2021.